# ケーニヒスベルク城
ケーニヒスベルク城（ドイツ語: Königsberger Schloss, ロシア語: Кёнигсбергский замок）とは、東プロイセンの首都ケーニヒスベルク（現：ロシアのカリーニングラード州州都カリーニングラード）に存在した城である。
第二次世界大戦で破壊され廃墟になった。1968年にソビエト連邦政府によって完全に破壊され、その後は「ソビエトの家」と呼ばれる建物が長い間建設中となっている。

## 歴史
プレゴリャ川が近くに流れ、交通の要衝であったこの場所には元々 Tuwangste と呼ばれるプルーセン人の砦が存在した。 1255年にドイツ騎士団によって侵略された後、この場所に土と木で臨時の砦が建造された。1257年に、石で作られた「Conigsberg」と呼ばれるオルデンスブルク様式の城が建造された。この城は16世紀から18世紀にかけて、幾度かの拡張と防御力の強化が行われた。
要塞は後に城に改築され、さらにドイツ騎士団総長の邸宅となり、そしてプロイセン支配者の邸宅となった。
1815年のブリタニカ百科事典には、「この豪華な宮殿には、柱を含めない大きさでは83.5 m X 18 mのホールがあり、見事な図書室が備えられている。ゴシック建築の塔は284段の階段を登ると高さが 100 mあり、とても遠くまで見渡せる」と記載されている。西側にはSchloßkirche（宮殿教会）があり、ドイツ皇帝ヴィルヘルム1世らの戴冠式に使われた。
琥珀の間
フリードリヒ・ヴィルヘルム1世からロシアのピョートル大帝に贈られた琥珀の間の装飾は、サンクトペテルブルク近郊プーシキンにあるエカテリーナ宮殿に移された。
1941年、ナチス・ドイツはプーシキンを占拠し、琥珀の間をケーニヒスベルク城に移したものの、その後行方不明となっている。
現在

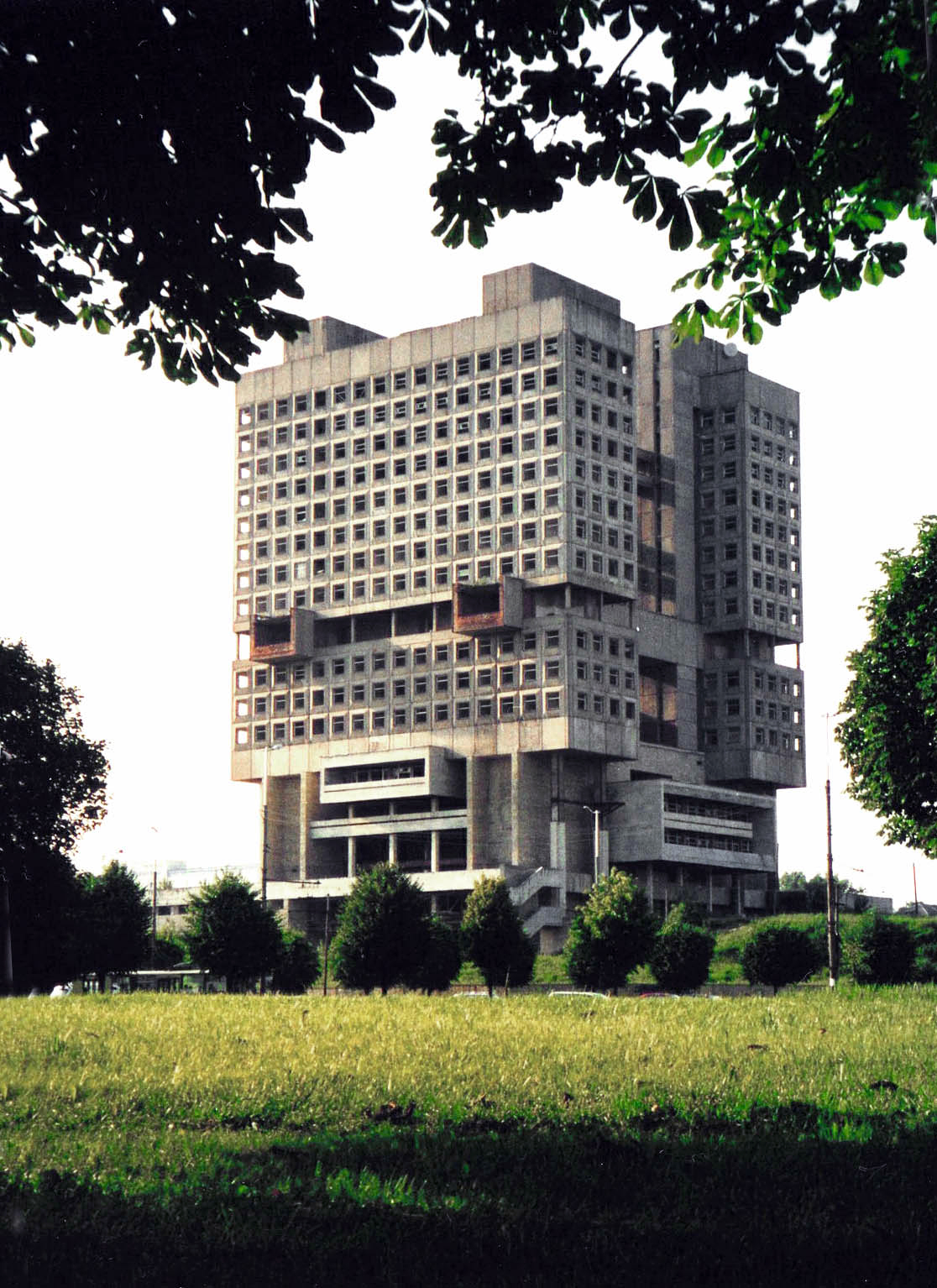
ソビエトの家

第二次世界大戦で破壊され、長く廃墟が残されていたが1957年に現存していた塔が爆破され、テラスの基礎を除いてほとんどが破壊された。跡地（堀側）には、「ソビエトの家」（愛称は「埋められたロボット」）という建物が、戦後から長い間建設中のまま放置されている。工期延長の理由は、高層ビルの建設に耐える強度が地盤に無く、沈下する為、計画変更されたからである。これは「プロイセン人の復讐」などと揶揄されている。そして、1980年代後半に95％近く完成していたが「ペレストロイカ」後に、民営化の検討、そして裁判による売却無効などの混乱で中止になった。
2011年11月30日、カリーニングラード州知事ニコライ・ツカノフは、ソビエトの家は「カリーニングラードの街の恥」であり、取り壊さねばならないとコメントしている。
2023年からソビエトの家の解体が始まり、2024年8月までに完全に撤去された。今後については不明である。

## ギャラリー

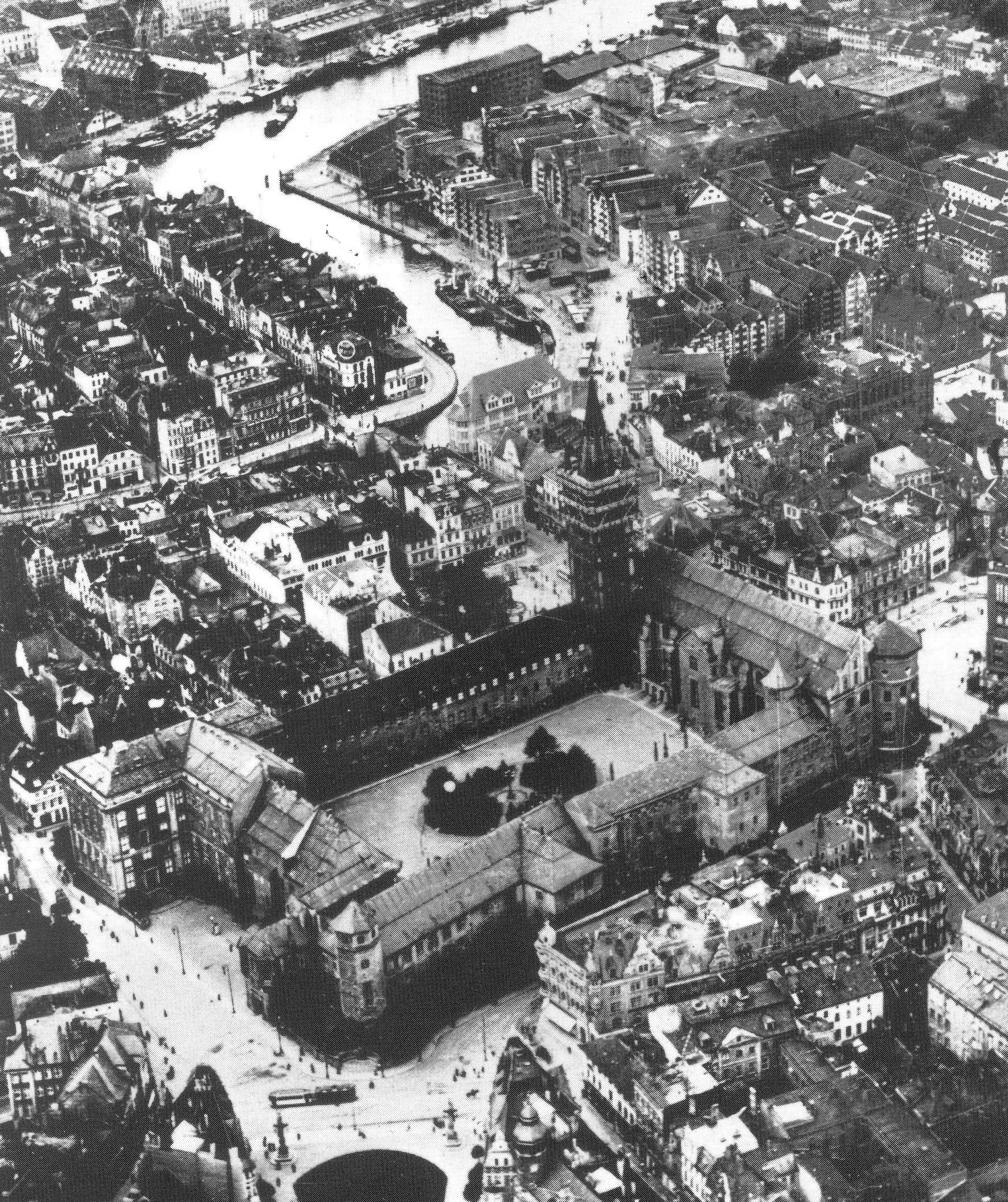
城の北東からの航空写真
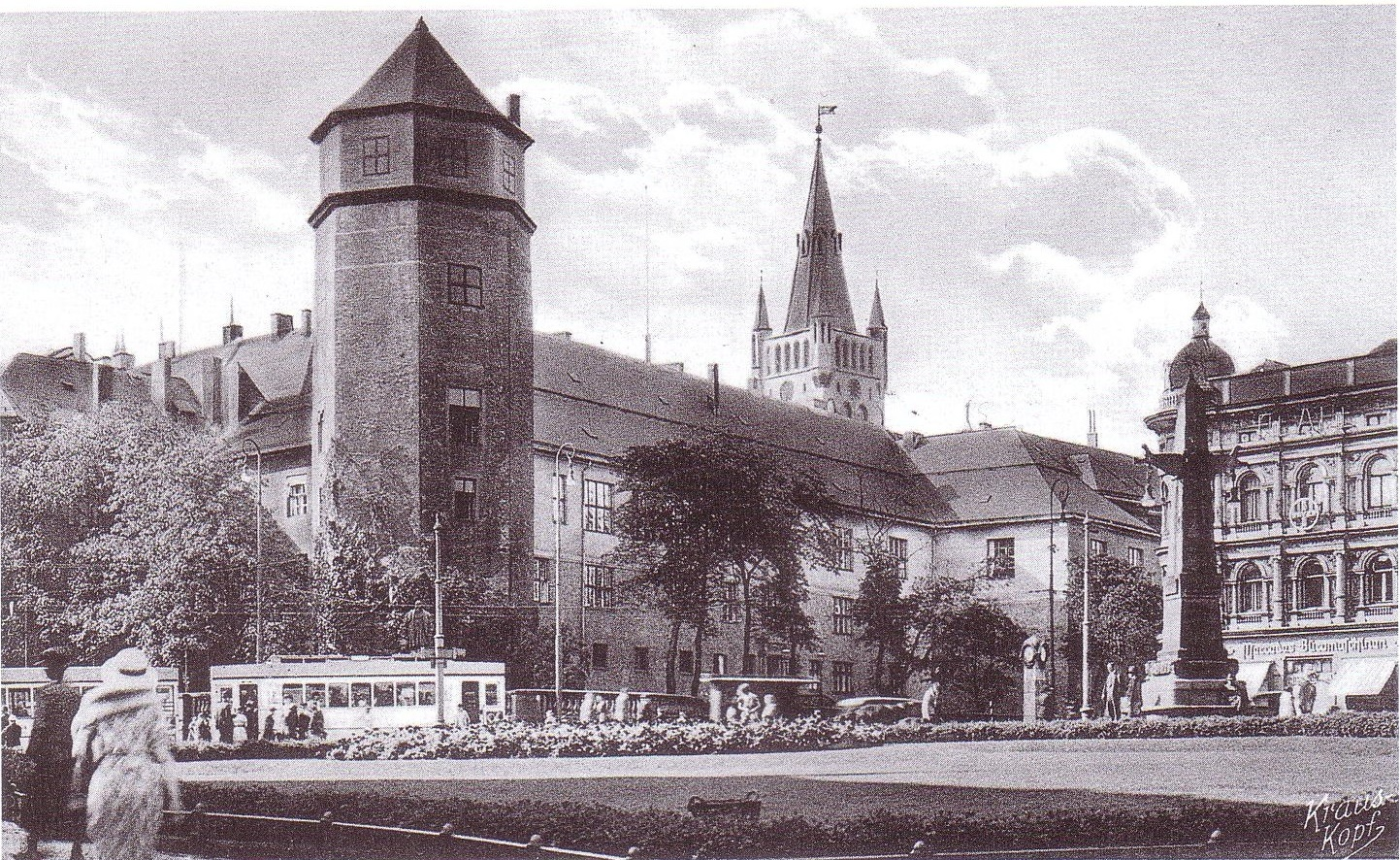
城の北東にある最も古い部位のハーバータワー
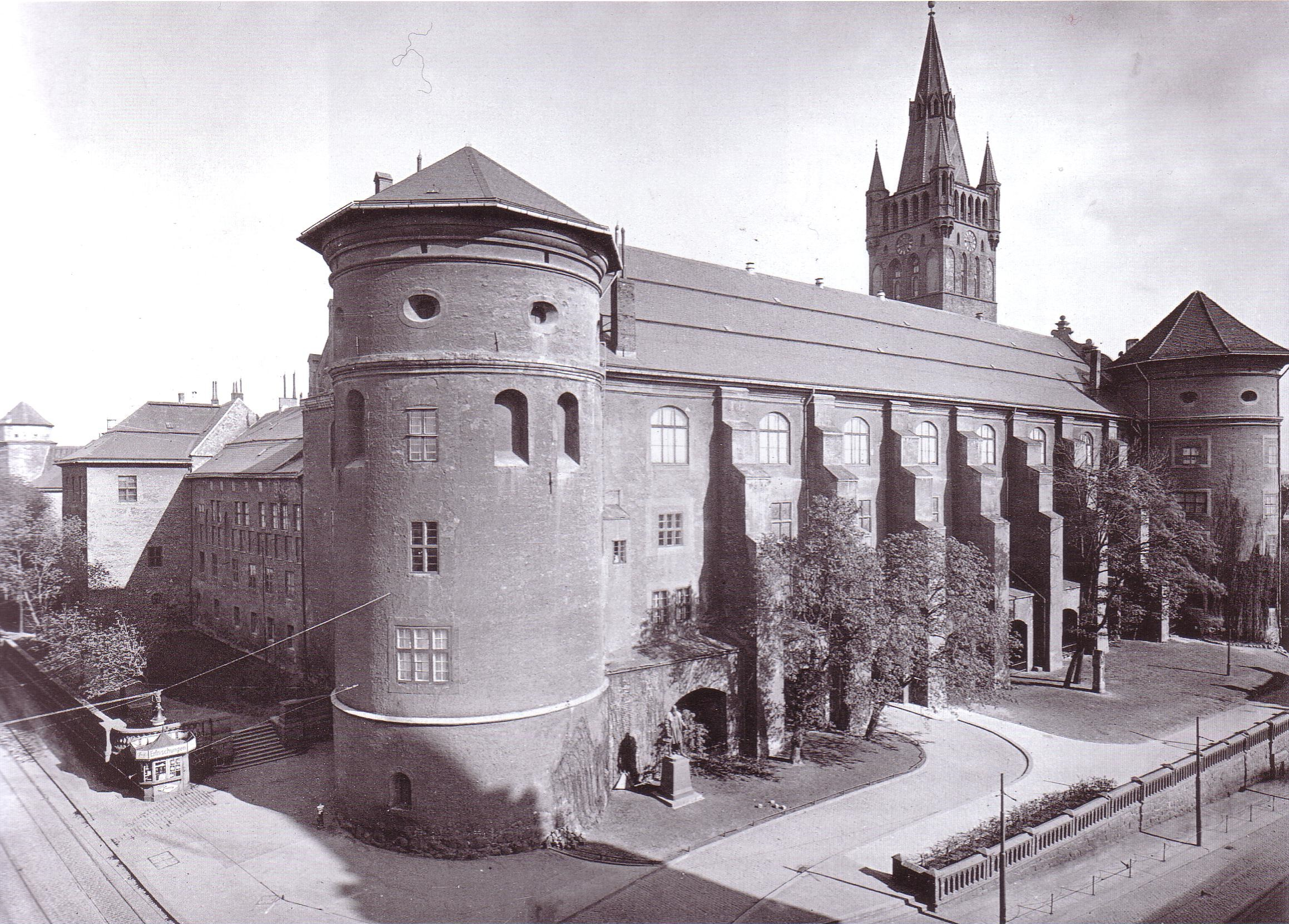
城の北西
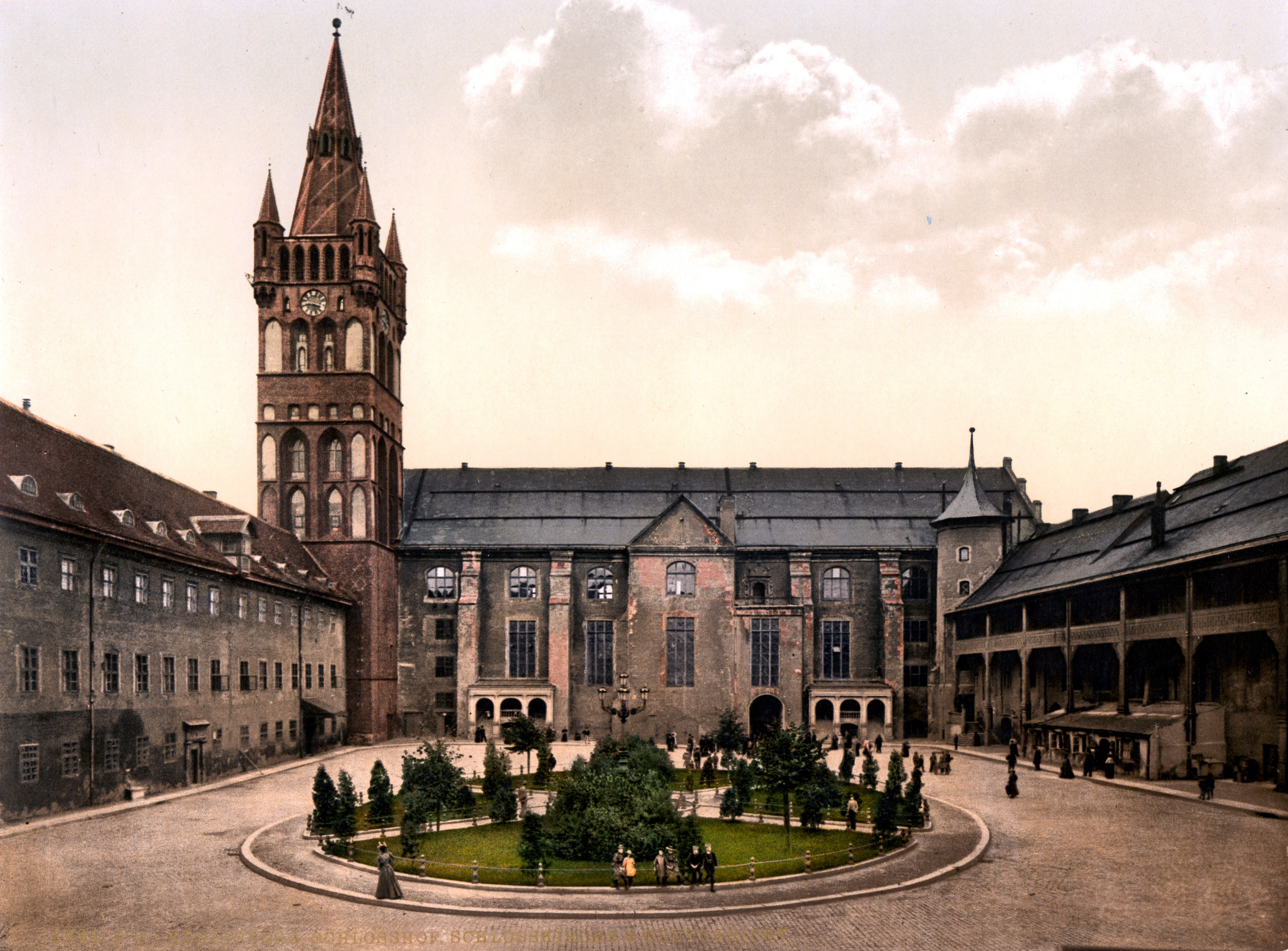
中庭から西を見た所